# Seth C. Kalichman
Seth C. Kalichman és un psicòleg comunitàri i professor de psicologia social a la Universitat de Connecticut, que investiga VIH / SIDA prevenció i cura.
Kalichman és el director del projecte de recerca i educació sud-est del VIH / SIDA a Atlanta, Geòrgia i Ciutat del Cap, Sud-àfrica; l'editor de la revista  AIDS and Behavior ; i l'autor de "la negació de la SIDA: Teories de la conspiració, Pseudociència, and Tragedia humana", un examen del negacionisme del VIH / SIDA.
Kalichman va passar un any infiltrant-se en els grups de negacionisme del VIH. Argumenta que el negacionisme sol ser una estratègia d'afrontament i que els seguidors sovint són anti-governs, antiestabliment i propensos a la distorsió cognitiva; diu que els líders del negacionisme presenten un trastorn paranoic de la personalitat. Va començar a investigar el denialisme després de llegir el treball de Nicoli Nattrass.